# Gastrodia minor
Gastrodia minor är en orkidéart som beskrevs av Donald Petrie. Gastrodia minor ingår i släktet Gastrodia och familjen orkidéer. Inga underarter finns listade i Catalogue of Life.